# Горбунова, Наталья Григорьевна
Наталья Григорьевна Горбунова (Кершнер-Горбунова; 2 марта 1927, Ленинград — 11 сентября 2000, Санкт-Петербург) — советский археолог, крупный специалист в области археологии Средней Азии, кандидат исторических наук (1961).

## Биография
Родилась 2 (либо 3) марта 1927 года в Ленинграде в интеллигентной семье.
Её отец — Григорий Петрович Горбунов (1894—1942), биолог, исследователь Арктики, сотрудник Всесоюзного арктического института, участник экспедиции на «Челюскине» с О. Ю. Шмидтом, в самом её начале. Григорий Горбунов — сын инженера-технолога Красносельской бумажной фабрики Петра Михайловича Горбунова и Софьи Васильевны Зконопниц-Грабовской (1870—1933), внучки Константина Петровича Печаткина (1818—1895), владевшего фабрикой в 1860—1895 годах. По отцовской линии происходил из семьи крупных харьковских сахарозаводчиков. В семье было 11 детей, двое из которых умерли в раннем детстве. Все они уроженцы Красного Села. Соня и Галя покончили жизнь самоубийством в 1940-е годы. Елена Петровна Всесвятская (Горбунова; 1888—1973) — исследовательница Средней Азии и врач-энтомолог последней экспедиции П. К. Козлова в Монголию, мать Алдара Петровича Горбунова (1927—2018), географа. В доме Всесвятских-Горбуновых в Улан-Баторе останавливалась на некоторое время Центрально-Азиатская экспедиция Николая Рериха. Николай Петрович Горбунов (1892—1938) — государственный деятель, академик и исследователь Памира, отец Андрея Николаевича Горбунова (1921—2003), физика, лауреата Государственной премии СССР. В конце мая 1937 года секретарь Академии наук СССР Н. П. Горбунов был снят со своего поста, 19 февраля 1938 года арестован, весной этого же года лишен звания академика, а 7 сентября расстрелян. Горбунова Вера Петровна (1902—?) — агроботаник. Заведовала Мамонтовским опорным пунктом садоводства ВНИИР в Мамонтовке, затем работала в Туркмении и в 1941—1942 гг. — научным сотрудником Казахстанского филиала АН СССР в Алма-Ате. Умерла во время войны.
Её мать — Елена Михайловна Горбунова (в девичестве Кершнер; 1898—1947), музыкальный педагог, дочь заведующего отделом акционерного общества АРКОС, советского торгового представителя в Англии Михаила Львовича Кершнера (1868—1924) и его жены Полины Лазаревны Кершнер (в девичестве Фридман; ум. 1934), родилась в Харькове. По отцовской линии происходила из зажиточной еврейской семьи в Польше. Отец Михаила Львовича — купец Лейб (Лев) Кершнер (ум. 1913) был тяжелым властным человеком, и его старший сын Михаил ушёл из дома в раннем детстве из дома. Елена Михайловна Горбунова приходится сестрой биологу и генетику Дмитрию Михайловичу Кершнеру (1909—1978) и музыковеду и фольклористу Лидии Михайловне Кершнер (1905—1968), двоюродной сестрой журналисту и популяризатору науки Сергею Владимировичу Альтшулеру (1909—1979), кандидату химических наук и поэтессе Ольге Владимировне Альтшулер (1912—1992) и физику, пионеру советского атомного проекта Льву Владимировичу Альтшулеру (1913—2003), детям Анны Львовны (Эсфирь Лейбовны)  Альтшулер (в девичестве Кершнер; 1881—1968).
В 1919 году Елена Кершнер вышла замуж за только что окончившего Петроградский университет Григория Горбунова. У них родились две дочери, Ира и Ната. Ирина Григорьевна Горбунова  (1923—1991) — геофизик и метеоролог.
В 1941 году Всесоюзный арктический институт из Ленинграда эвакуировать не успели. Первую военную зиму многие его сотрудники, в том числе и отец Натальи, Григорий Петрович Горбунов, провели в блокадном Ленинграде. В начале весны 1942 года их вывезли по «дороге жизни» в Вологду. Там Григорий Петрович Горбунов умер от последствий голода. Вскоре после войны, в 1947 году умерла и мать Натальи Григорьевны.
Наталья Григорьевна в годы Великой Отечественной войны была в эвакуации, сначала в Ярославской области, затем в Ташкенте.
В 1943 году, находясь в эвакуации в Ташкенте, она, следуя семейной традиции (мать — музыковед), поступила в музыкальный техникум при Ленинградской консерватории. В Ташкенте увлеклась историей Средней Азии. Окончив три курса техникума, она оставила его. В 1946 году Наталья Григорьевна поступила на исторический факультет Ленинградского государственного университета, где на кафедре археологии специализировалась по древней истории Средней Азии. Её учителем и руководителем был выдающийся историк — востоковед и археолог А. Н. Бернштам. Наталья Григорьевна постоянно участвовала в руководимых им археологических экспедициях Государственного Эрмитажа. Окончила университет в 1951 году.
После окончания университета по направлению уехала в Фергану, где работала в течение шести лет в Ферганском областном краеведческом музее заместителем директора по научной части.
В 1956 году в Фергану приехал археолог Борис Александрович Латынин. По его настоянию Наталья Григорьевна вернулась в Ленинград и поступила в аспирантуру Государственного Эрмитажа. Её руководителем стал Михаил Петрович Грязнов. В 1961 году защитила диссертацию на звание кандидата исторических наук на тему «Культура Ферганы в эпоху раннего железа».
В 1961 году стала старшим, затем ведущим научным сотрудником Отдела археологии Восточной Европы и Сибири Государственного Эрмитажа. Работала заведующей сектором лесной и лесостепной зоны Восточной Европы Государственного Эрмитажа.
Систематически изучала памятники Ферганской долины. Н. Г. Горбуновой и руководимыми ею экспедициями открыты многие археологические памятники Ферганской долины эпохи бронзы, раннего железа, древности, раннего средневековья.
Автор более 130 научных работ. В 1986 году в Оксфорде в Великобритании в известной международной серии British Archaeological Reports (BAR) на английском языке (в переводе А. П. Андрюшкина) опубликована монография «Культура древней Ферганы VI в. до н. э. — VI в. н. э.» (The Culture of Ancient Ferdhana, VI century B.C.—VI century A.D.), написанная в 1981 году. В ней суммированы опубликованные автором статьи в журнале «Советская археология» (СА) и «Археологическом сборнике» Государственного Эрмитажа (АСГЭ), поэтому исследование является обобщением итогов археологического изучения древней Ферганы за большой период . Список напечатанных работ Н. Г. Горбуновой опубликован в посвящённом ей выпуске «Археологического сборника» Государственного Эрмитажа (2001).
Умерла в Санкт-Петербурге 11 сентября 2000 года после тяжелой болезни.

## Сочинения
- Горбунова Н. Г. В древней Фергане / О-во охраны памятников истории и культуры Узбекистана. — Ташкент: Узбекистан, 1972. — 38 с.
- Горбунова Н. Г. А. Н. Бернштам — исследователь древних культур Средней Азии // Из истории и археологии древнего Тянь-Шаня : сборник / Отв. ред. К. И. Ташбаева, Д. Ф. Винник, Л. М. Ведута. — Бишкек: «Илим», 1995. — С. 5-12. — 248 с. — ISBN 5-8355-0868-9.